# Хотоли
Хото́ли — деревня в Крестецком районе Новгородской области, входит в состав Зайцевского сельского поселения.

## География
Деревня Хотоли расположена на реке Хотолька (приток Ниши), в 6,3 км к северу от федеральной автомобильной дороги «Россия» М10 (E 105) и деревни Первомайское, в 11 км к северу от деревни Зайцево, в 41 км к северо-западу от посёлка Крестцы, в 52 км к востоку от Великого Новгорода.
Улицы:
- Почтовая
- Центральная

## Население
В 2002 — 95. В 2011 — 60, в 2012 — 63, в 2013 — 54.
| 2010 | 2013 |
| ---- | ---- |
| 65   | ↘54  |

## История
В XV веке деревня Хотоли находилась в Тюхольском погосте Деревской пятины Новгородской земли.
Хотоли принадлежали Никольскому монастырю с Липны.
В 1495 деревня Хотоли (5 дворов, 5 обеж) принадлежала Михаилу и Ивану Фёдоровичам Скачельским.
Отмечены на картах 1788(лист 27), 1792, 1816, 1826—1840 годов.
В 1776—1792, 1802—1922 деревня Хотоли находилась в Крестецком уезде Новгородской губернии. С начала XIX века — в образованной Зайцевской волости Крестецкого уезда с центром в деревне Зайцево.
В 1908 в деревне Хотоли было 78 дворов и 77 домов, проживало 410 человек. Имелись часовня, церковно-приходская школа, 2 мелкие лавки, мельница.
В 1927—1932, 1941—1963 Хотоли — в Мстинском (Бронницком) районе.
В 1930 в Хотоли было 116 дворов с населением 521 человек.
В 1932—1941 и с 1965 деревня Хотоли — в Крестецком районе.

## Транспорт
Автобус в Хотоли приходит из Великого Новгорода (№ 175, 2 дня в неделю) и  из посёлка Крестцы (№ 179, три дня в неделю).

## Известные уроженцы
В Хотолях родился и проживал до 1945 года поэт, участник ВОВ Андрюшихин Василий Алексеевич (1927—1998).